# Номенклатура органических соединений ИЮПАК
Номенклатура органических соединений ИЮПАК — раздел систематической номенклатуры ИЮПАК, определяющий набор правил наименования органических веществ.
Главная задача номенклатуры в органической химии, согласно  Синей книге ИЮПАК, заключается в  ясности при построение однозначных названий органических соединений на основе принципа абсолютного соответствия между структурой вещества и его названием, и наоборот, между названием и структурой. Система принципов и правил такой номенклатуры носит название «систематическая номенклатура». В номенклатуре ИЮПАК подчёркивается, что правила систематической номенклатуры не обязательно дают уникальное название для каждого соединения (то есть могут существовать разные названия одного вещества, не противоречащие правилам ИЮПАК), но эти названия всегда будут однозначными (одному названию будет соответствовать только одно вещество). Противоположностью систематических названий являются традиционные, полусистематические или тривиальные названия, которые широко используются для распространённых соединений (например, «уксусная кислота», «глицин» и т. п.). Номенклатура ИЮПАК допускает использование таких названий, особенно в устной речи, однако постепенно стремится сократить их число.
Правила, предложенные комиссией ИЮПАК, допускают некоторые разночтения, так как они сформулированы исходя из звучания названий на английском языке. Поэтому каждой стране было предоставлено право менять и приспосабливать правила к особенностям своего языка. Отчасти это сделано и в России. Поэтому при чтении научной литературы могут встречаться несколько различающиеся по форме названия одного и того же вещества, например при пользовании алфавитным признаком, который существенно отличает русский текст от английского, или при расстановке цифр.

## Номенклатура органических соединений по классам веществ
- Систематическая номенклатура алканов
- Систематическая номенклатура углеводородных радикалов
- Систематическая номенклатура алкенов
- Систематическая номенклатура алкинов
- Систематическая номенклатура полиненасыщенных углеводородов
- Систематическая номенклатура циклоалканов
- Систематическая номенклатура аренов
- Систематическая номенклатура полициклических структур
- Систематическая номенклатура галогенопроизводных
- Систематическая номенклатура спиртов, фенолов и их производных
- Систематическая номенклатура альдегидов и кетонов
- Систематическая номенклатура ацеталей
- Систематическая номенклатура карбоновых кислот и их производных
- Систематическая номенклатура аминокислот
- Систематическая номенклатура азотосодержащих соединений
- Систематическая номенклатура серосодержащих соединений
- Систематическая номенклатура полифункциональных соединений
- Номенклатура гетероциклических соединений
- Номенклатура стероидов

## Дополнительное чтение
Правила ИЮПАК опубликованы в дополнительном (шестом) томе «Справочника химика» (М., Химия, 1968), в книгах «Номенклатурные правила ИЮПАК по химии» (Органическая химия. М., ВИНИТИ, 1979. Т. 2), «Nomenclature of organic chemistry» (Sect. A. — H., Oxford, Pergamon Press, 1979), Кан Р., Дермер О. «Введение в химическую номенклатуру» (М., Химия, 1983).
М.: Наука, 2004. 158 с. (на русском языке) и Nomenclature of Organic Chemistry. IUPAC Recommendations and Preffered Names 2013. - International Union of Pure and Applied Chemistry, 2014 (на английском языке).